# Čo sa týka lásky
Čo sa týka lásky je první debutové album slovenského zpěváka, skladatele a textaře Mira Šmajdy, které bylo vydáno 8. listopadu 2010.
Autorské album se natáčelo přes léto 2010 ve studiu Sono Nouzov v České republice, které produkoval Milan Cimfe. Obsahuje 11 skladeb, ke kterým napsal text Miro Šmajda. Zároveň je i autorem hudby s výjimkou dvou skladeb, na kterých se podíleli všichni členové kapely Rosemaid. Debutové album vydalo Sony Music.

## Skladby
1. Kvapky, (text: Miro Šmajda, hudba: Miro Šmajda)
2. Baby, (text: Miro Šmajda, hudba: Miro Šmajda)
3. Zabudnutí, (text: Miro Šmajda, hudba: Miro Šmajda)
4. Čo sa týka lásky, (text: Miro Šmajda, hudba: Miro Šmajda)
5. Svět, (text: Miro Šmajda, hudba: Miro Šmajda)
6. Pod Vodou, (text: Miro Šmajda, hudba: Miro Šmajda)
7. Scény, (text: Miro Šmajda, hudba: Tamás Belicza, Roman Birkuš, Jaroslav Žigo, Miroslav Bitomský, Miro Šmajda)
8. Suchý Ľad, (text: Miro Šmajda, hudba: Miro Šmajda)
9. Trosky, (text: Miro Šmajda, hudba: Tamás Belicza, Roman Birkuš, Jaroslav Žigo, Miroslav Bitomský, Miro Šmajda)
10. Vraždy, (text: Miro Šmajda, hudba: Miro Šmajda)
11. Last Forever, (text: Miro Šmajda, hudba: Miro Šmajda)

## Singly
- Last Forever
- Baby
- Pod vodou